# North Shropshire
North Shropshire war ein District in der Grafschaft Shropshire in England. Verwaltungssitz war die Stadt Wem. Der District umfasste auch die Orte Ellesmere, Market Drayton und Whitchurch.
Der Bezirk wurde am 1. April 1974 gebildet und entstand aus der Fusion der Rural Districts Market Drayton und North Shropshire. Am 1. April 2009 wurde der District aufgrund einer Gebietsreform aufgelöst und ging in der neuen Unitary Authority Shropshire auf.
Koordinaten: 52° 51′ 0″ N, 2° 43′ 0″ W